# Mintabie-Opalfeld

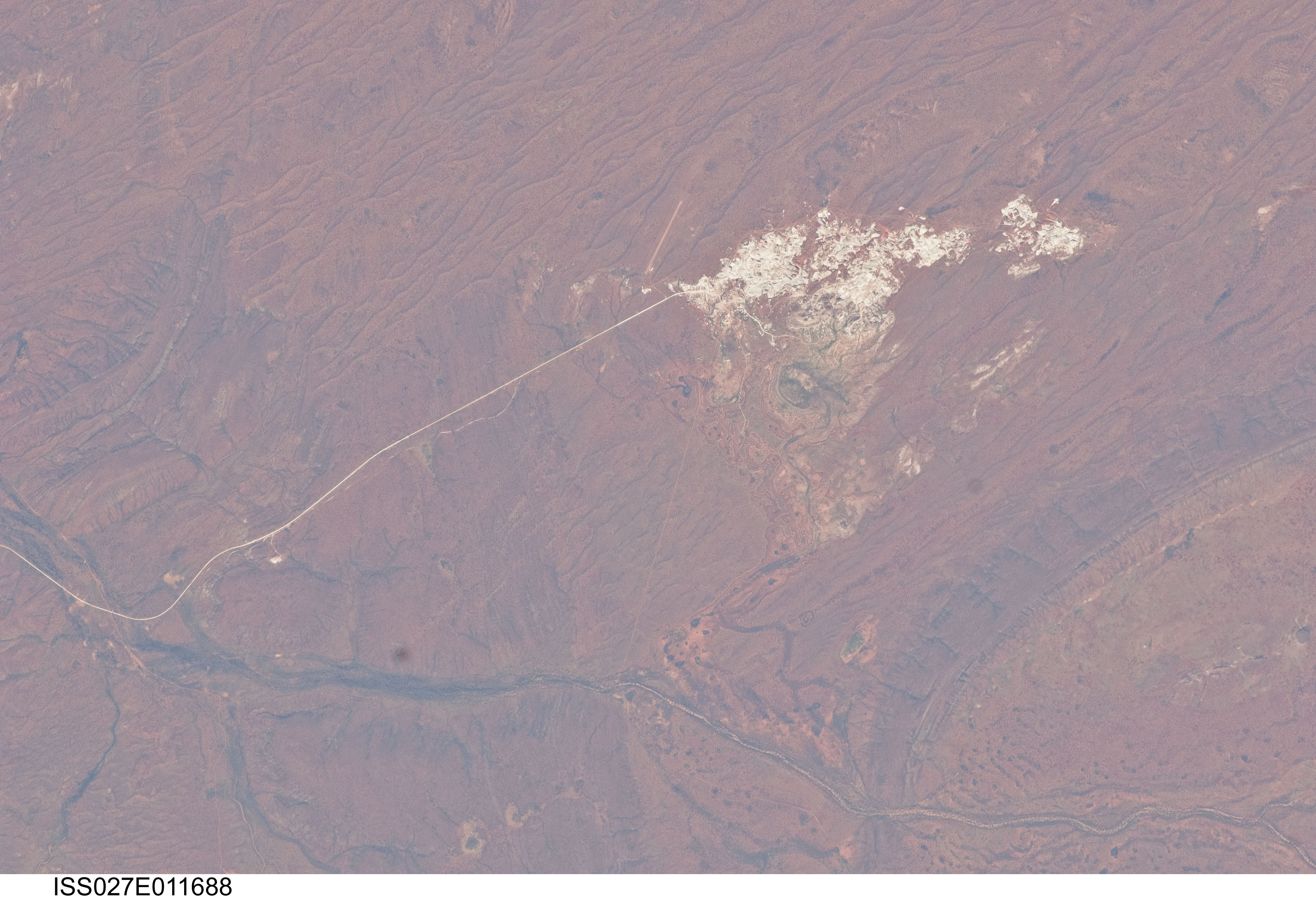
Aufnahme der ISS von Mintabie mit Minen und Flugfeld

Das Mintabie-Opalfeld ist eines der großen Opalvorkommen in Australien. Es ist etwa 200 km² groß und befindet sich in South Australia in Australien, etwa 25 Kilometer von Marla und 980 Kilometer von Adelaide entfernt. Etwa 25 Kilometer von dem Opalfeld entfernt befinden sich eine Siedlung mit etwa 200 bis 250 Bergarbeitern und der Lake Mintabie. Über das Mintabie-Opalfeld halten die Aborigines der Anangu einen Native Title.
Das Mintabie-Opalfeld liegt an den Grenzen des Eromanga-Beckens, das vor etwa 1,5 Milliarden Jahren entstand und aus Graniten und Gneisen besteht. An den westlichen Grenzen liegen die Sedimente des Officer-Beckens, das aus über 500 Millionen Jahre alten Sandsteinen, Quarziten und Tonsteinen besteht. Die Sedimentgesteine bildeten Hügel wie die Mount Johns Range bei Marla. Die Opale von Mintabie kommen in einem Sandsteinkomplex vor.
Die Geologie von Mintabie unterscheidet sich von den anderen Opalfeldern in Australien, da die Opale in Gesteinen aus dem Paläozoikum liegen. Die Opale treten in Gesteinsstrukturen unterhalb der Schichten der frühen Kreide auf, die aus dem Ordovizium stammen. Die Opale werden oberflächennah bis zu einer Tiefe von 30 Metern abgebaut.

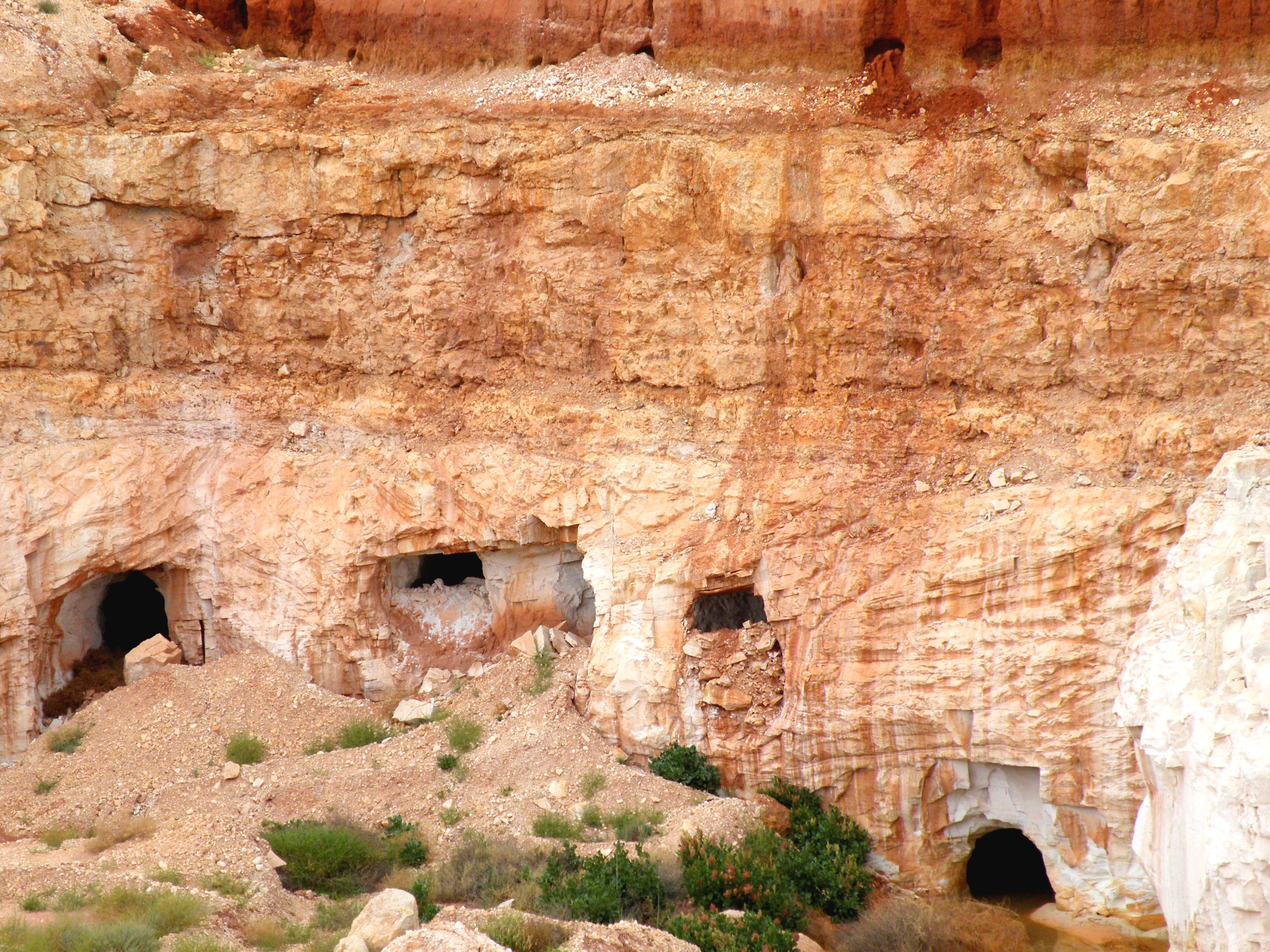
Alte Schächte in Mintabie

Um 1920 fand Larry O’Toole den ersten Opal in Mintabie. Dieser Fund machte klar, dass die Aborigines, die schon früher Schwarzopale verkauften, die solchen aus dem Gebiet von Coober Pedy glichen, aus Mintabie kamen.
Die Opalsucher, die nach dem Ersten Weltkrieg in das Gebiet von Mintabie eindrangen, hatten kein schweres Gerät zur Opalsuche, und der Sandstein widersetzte sich dem Abbau, weil er wesentlich fester als der von Coober Pedy war. Erst in den 1970er Jahren kam es zu einem Run auf Mintabie. Eingesetzt wurden dabei vor allem Planierraupen, die in der Lage sind, tief zu schürfen.
1986 produzierten die Mintabie-Opalfelder erstmals seit 65 Jahren mehr Opale als die von Coober Pedy.